# Barembach
Barembach (en allemand : Bärenbach) est une commune française située dans la circonscription administrative du Bas-Rhin et, depuis le 1er janvier 2021, dans le territoire de la Collectivité européenne d'Alsace, en région Grand Est.
Cette commune se trouve dans la région historique et culturelle d'Alsace.

## Géographie

### Localisation
Barembach est située dans une vallée perpendiculaire à celle de la Bruche. Le village fait partie du canton de Schirmeck et de l'arrondissement de Molsheim. Il se situe à la frontière Est du territoire communal de Schirmeck. Le village est situé à 350 mètres d'altitude. La superficie du village atteint 9,9 km2. Ses habitants sont appelés les Barembachois.
La forêt communale, d'une surface de plus de 700 hectares, regorge de lieux touristiques intéressants, parmi lesquels la mer de Roches, l'ancienne carrière de la Sèche-Côte et les Roches Blanches. Les panoramas depuis la Croix Walter et la Basse du Boucher (entre autres) permettent une vue d'ensemble sur la vallée de la Bruche ou l'agglomération de Schirmeck.
À compter que Barembach possédait initialement toute une partie de la commune de Rothau se situant sur la rive Nord de la Rothaine.

### Communes limitrophes
Barembach a pour communes limitrophes Natzwiller au sud et au sud-est, Grendelbruch à l'est, Russ au nord-est puis au nord, Schirmeck au nord-ouest et à l'ouest, Rothau au sud-ouest.
| Schirmeck | Russ       | Russ         |
| Schirmeck | Barembach  | Grendelbruch |
| Rothau    | Natzwiller | Natzwiller   |

### Hydrographie
La commune est dans le bassin versant du Rhin au sein du bassin Rhin-Meuse. Elle est drainée par le ruisseau le Barenbach, le ruisseau le Bornichon et le ruisseau le Steinbach,.

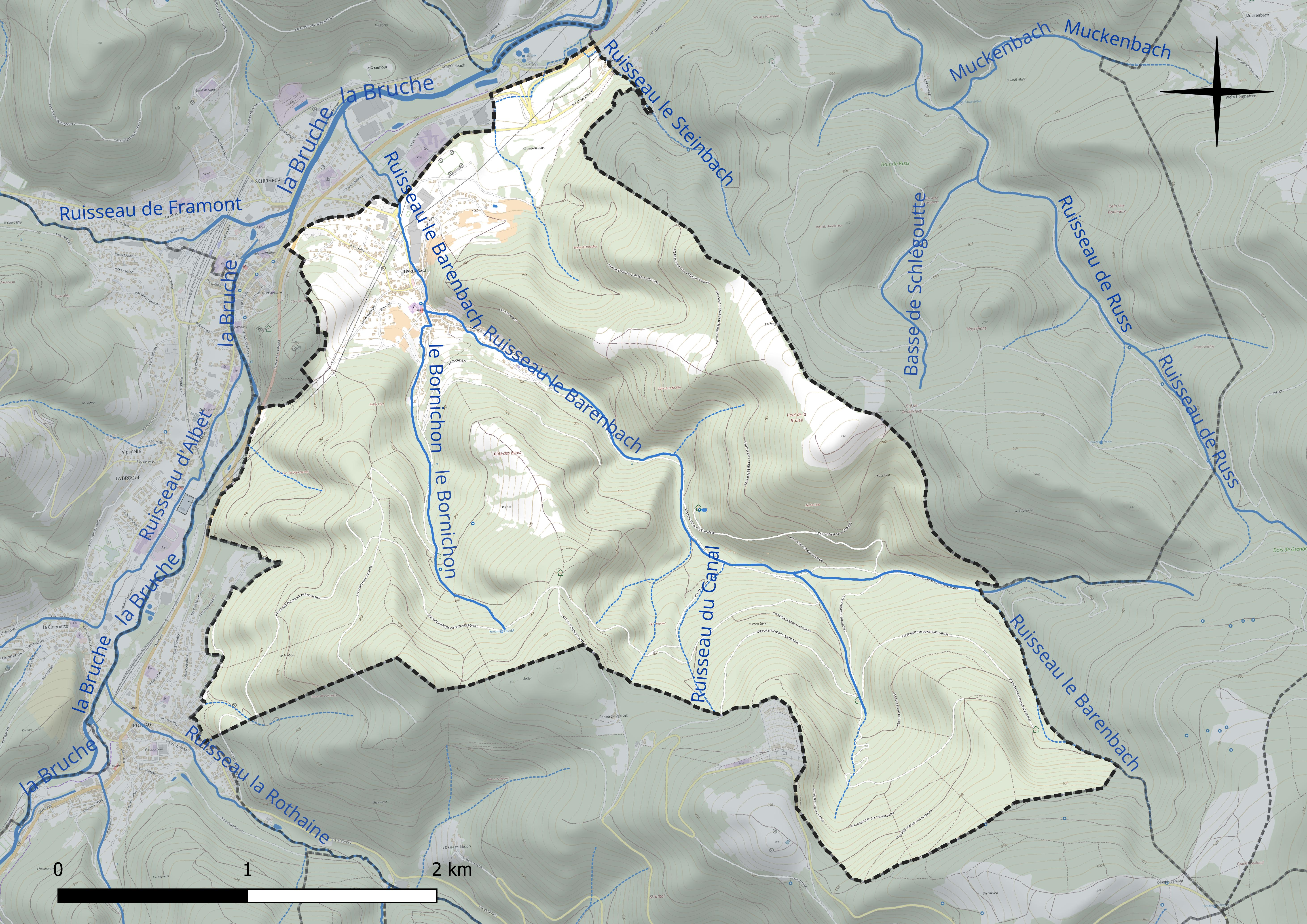
Réseau hydrographique de Barembach.

### Climat
Pour des articles plus généraux, voir Climat du Grand Est et Climat du Bas-Rhin.
En 2010, le climat de la commune est de type climat de montagne, selon une étude du Centre national de la recherche scientifique s'appuyant sur une série de données couvrant la période 1971-2000. En 2020, Météo-France publie une typologie des climats de la France métropolitaine dans laquelle la commune est exposée à un climat semi-continental et est dans la région climatique  Vosges, caractérisée par une pluviométrie très élevée (1 500 à 2 000 mm/an) en toutes saisons et un hiver rude (moins de 1 °C). 
Pour la période 1971-2000, la température annuelle moyenne est de 9,4 °C, avec une amplitude thermique annuelle de 16,8 °C. Le cumul annuel moyen de précipitations est de 1 069 mm, avec 11,7 jours de précipitations en janvier et 11,2 jours en juillet. Pour la période 1991-2020, la température moyenne annuelle observée sur la station météorologique de Météo-France la plus proche, « Belmont », sur la commune de Belmont à 7 km à vol d'oiseau, est de 7,0 °C et le cumul annuel moyen de précipitations est de 1 341,9 mm. 
La température maximale relevée sur cette station est de 30,9 °C, atteinte le 5 juillet 2015 ; la température minimale est de −20,3 °C, atteinte le 20 décembre 2009,,. 
Les paramètres climatiques de la commune ont été estimés pour le milieu du siècle (2041-2070) selon différents scénarios d'émission de gaz à effet de serre à partir des nouvelles projections climatiques de référence DRIAS-2020. Ils sont consultables sur un site dédié publié par Météo-France en novembre 2022.

## Urbanisme

### Typologie
Au 1er janvier 2024, Barembach est catégorisée petite ville, selon la nouvelle grille communale de densité à sept niveaux définie par l'Insee en 2022.
Elle appartient à l'unité urbaine de la Broque, une agglomération intra-départementale regroupant huit  communes, dont elle est une commune de la banlieue,,. La commune est en outre hors attraction des villes,.

### Occupation des sols
L'occupation des sols de la commune, telle qu'elle ressort de la base de données européenne d’occupation biophysique des sols Corine Land Cover (CLC), est marquée par l'importance des forêts et milieux semi-naturels (89 % en 2018), une proportion sensiblement équivalente à celle de 1990 (89,1 %). La répartition détaillée en 2018 est la suivante : forêts (80,9 %), milieux à végétation arbustive et/ou herbacée (8,1 %), zones urbanisées (7,7 %), prairies (3,3 %). L'évolution de l’occupation des sols de la commune et de ses infrastructures peut être observée sur les différentes représentations cartographiques du territoire : la carte de Cassini (XVIIIe siècle), la carte d'état-major (1820-1866) et les cartes ou photos aériennes de l'IGN pour la période actuelle (1950 à aujourd'hui).

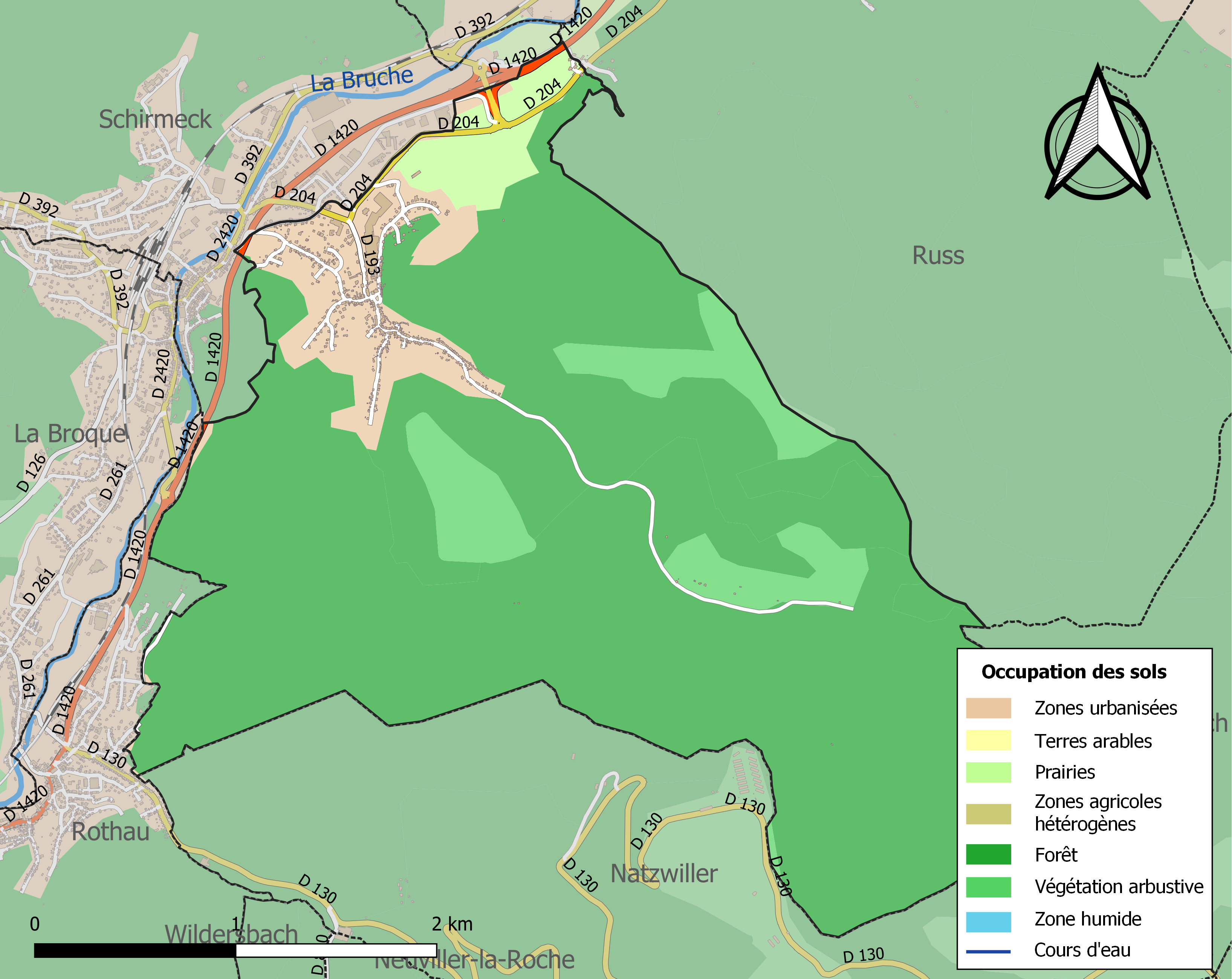
Carte des infrastructures et de l'occupation des sols de la commune en 2018 (CLC).

## Toponymie
De l'allemand Bach, ruisseau  et Bär, ours.

## Histoire
Barembach est la commune de la vallée de la Bruche dont la mention est la plus ancienne.
La première mention de Barembach remonte à 974, lorsqu'un écrit annonce que les deux églises de Barembach et Grendelbruch devaient être annexées par l'abbaye d'Altorf. Ce dernier territoire comprenait la rive droite de la Bruche depuis le cours de la Rothaine. Barembach était ce que Schirmeck est aujourd'hui, c'est-à-dire une ville importante dans son district. En effet, sous l'ancien régime était érigée l'église Saint-Georges, située à l'actuel cimetière de Barembach. C'était un endroit qui faisait jonction entre plusieurs villages. L'église était un lieu de justice et annexait elle-même les chapelles de Saint-Sébastien à Schirmeck, Saint-Étienne à Russ et Saint-Genedo à Natzwiller. Cette église fut régulièrement restaurée jusqu'au début du XIXe siècle.
Après la Révolution, Barembach n'était plus qu'une commune ne dépendant que d'elle-même, tout comme les villages alentour. Le conseil municipal décide de construire une nouvelle église, dans le village. Les pierres de l'ancienne église étaient revendues pour financer des autels. Ainsi disparut l'église Saint-Georges en 1836. Ce qui explique le déclin de Barembach, localité importante par rapport à Schirmeck au Moyen Âge, c'est simplement parce que la ville a été abîmée par les guerres de l'époque.
Barembach a été entièrement détruite en 1875 par un violent incendie. Après la reconstruction du village presque immédiatement après la catastrophe, son |économie repart d'abord à partir de l'élevage, la sylviculture et l'agriculture. Des moulins et des scieries voient le jour ainsi qu'un atelier de fabrication de galoches, qui est transformé plus tard en atelier de tissage. Une entreprise est créée par Camille Glaszmann, qui se spécialise dans les accessoires. L'entreprise est vendue en 1964 puis reprise par Mecatherm, qui agrandit les bâtiments. Peu avant la Libération, le village abrite le quartier général du maréchal de Lattre de Tassigny, qui lui sert de tremplin pour libérer la région.
Un terrible accident est survenu le 10 septembre 1944 : un avion bombardier américain de type B-24 s'est écrasé à l'actuel emplacement du bas de la rue du Heydé. Cet incident a été provoqué par une riposte anti-aérienne allemande. Son équipage a trouvé la mort, à l'exception d'un seul survivant, Albert E. Forton. Celui-ci a été interné dans plusieurs camps, dont celui de Schirmeck, avant d'être libéré à la fin de la guerre. Du fait des incendies qui découlent de l'incident, une personne impotente et âgée, Marie Durand, domiciliée au village, a également succombé. Les débris de l'avion ont été dispersés à une grande distance, parmi lesquels des bombes, qui ont dû être désamorcées.
Barembach était incluse dans le Saint-Empire romain germanique du haut Moyen Âge au traité de Ryswick (1697), évènement par lequel la commune devint française. Après la Révolution, elle fait partie du département des Vosges jusqu'à la guerre franco-allemande de 1870 où la localité redevient allemande jusqu'au traité de Versailles de 1919.

## Politique et administration

### Liste des maires
| Période                                  | Période  | Identité          | Étiquette | Qualité                        |
| ---------------------------------------- | -------- | ----------------- | --------- | ------------------------------ |
| Les données manquantes sont à compléter. |          |                   |           |                                |
| 1977                                     | 1989     | Lucien Zimmermann | PS        | Employé de gare, militant CFDT |
| mars 2001                                | 2020     | Gérard Douvier    | PS        | Fonctionnaire                  |
| mai 2020                                 | En cours | André Meyer       |           |                                |

## Population et société

### Démographie
L'évolution du nombre d'habitants est connue à travers les recensements de la population effectués dans la commune depuis 1793. Pour les communes de moins de 10 000 habitants, une enquête de recensement portant sur toute la population est réalisée tous les cinq ans, les populations de référence des années intermédiaires étant quant à elles estimées par interpolation ou extrapolation. Pour la commune, le premier recensement exhaustif entrant dans le cadre du nouveau dispositif a été réalisé en 2004.

En 2022, la commune comptait 829 habitants, en évolution de −7,06 % par rapport à 2016 (Bas-Rhin : +3,17 %, France hors Mayotte : +2,11 %).
| 1793 | 1800 | 1806 | 1821 | 1831 | 1836  | 1841  | 1846  | 1851  |
| ---- | ---- | ---- | ---- | ---- | ----- | ----- | ----- | ----- |
| 532  | 571  | 768  | 744  | 945  | 1 011 | 1 040 | 1 030 | 1 086 |

| 1856  | 1861  | 1866  | 1871 | 1875 | 1880 | 1885 | 1890 | 1895 |
| ----- | ----- | ----- | ---- | ---- | ---- | ---- | ---- | ---- |
| 1 029 | 1 070 | 1 035 | 944  | 832  | 765  | 751  | 738  | 751  |

| 1900 | 1905 | 1910 | 1921 | 1926 | 1931 | 1936 | 1946 | 1954 |
| ---- | ---- | ---- | ---- | ---- | ---- | ---- | ---- | ---- |
| 829  | 899  | 862  | 756  | 775  | 788  | 812  | 794  | 853  |

| 1962 | 1968 | 1975 | 1982 | 1990 | 1999 | 2004 | 2006 | 2009 |
| ---- | ---- | ---- | ---- | ---- | ---- | ---- | ---- | ---- |
| 846  | 842  | 852  | 849  | 872  | 873  | 891  | 906  | 872  |

| 2014 | 2019 | 2022 | - | - | - | - | - | - |
| ---- | ---- | ---- | - | - | - | - | - | - |
| 882  | 838  | 829  | - | - | - | - | - | - |

## Culture locale et patrimoine

### Lieux et monuments
- L'église Saint-Georges (1879)

L'église Saint-Georges de Barembach
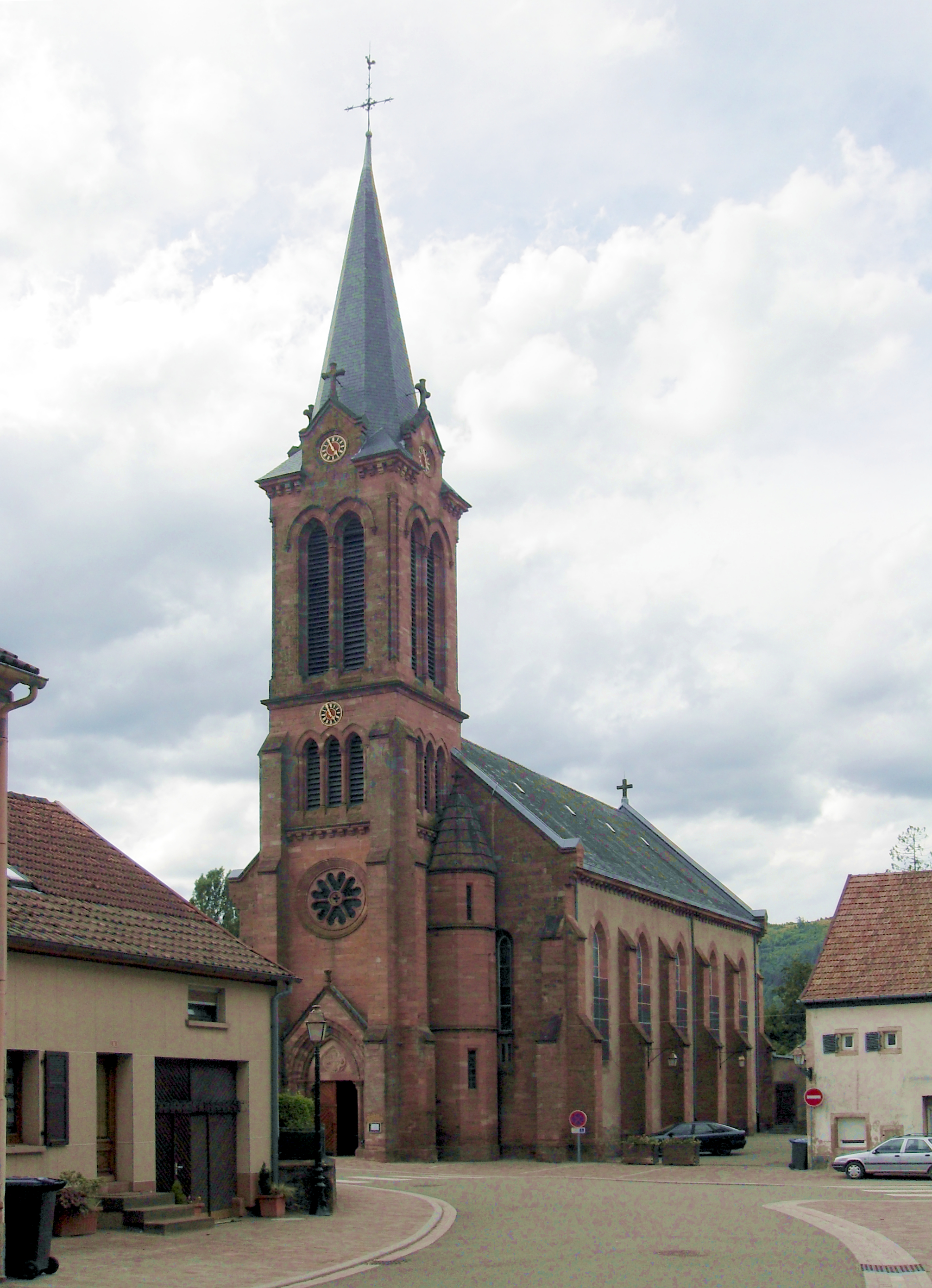
Côté est.
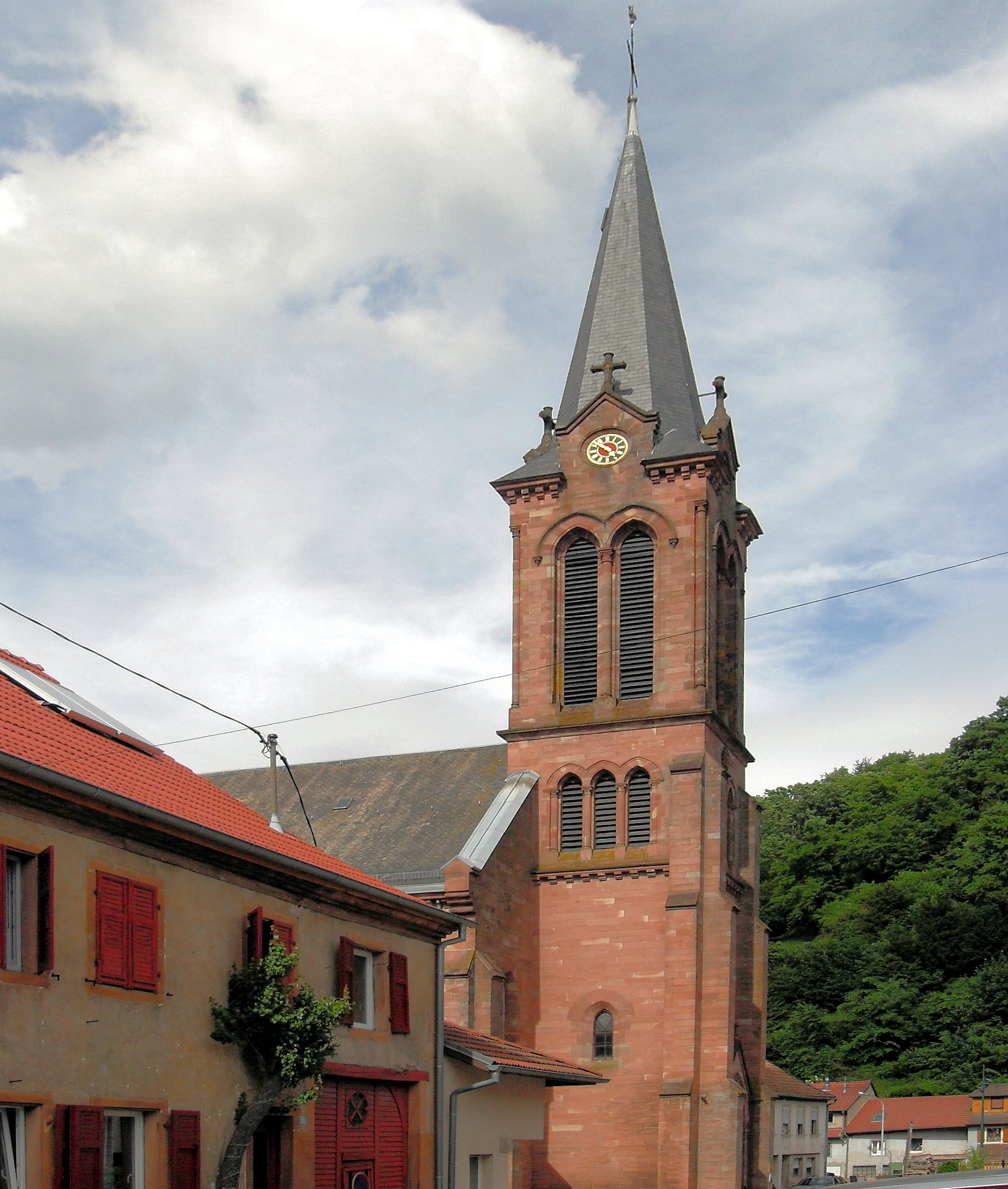
Côté sud-ouest.
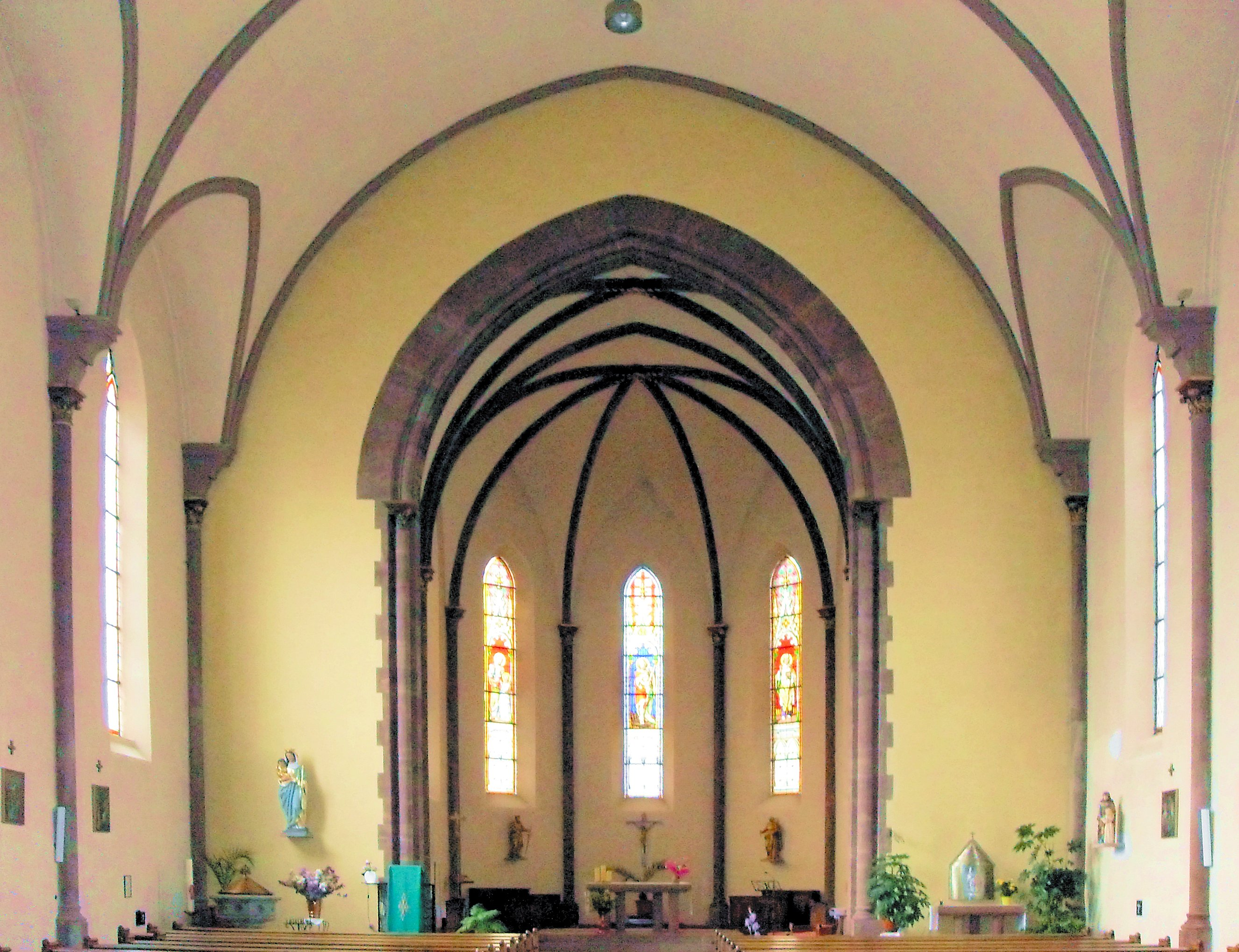
L'intérieur.
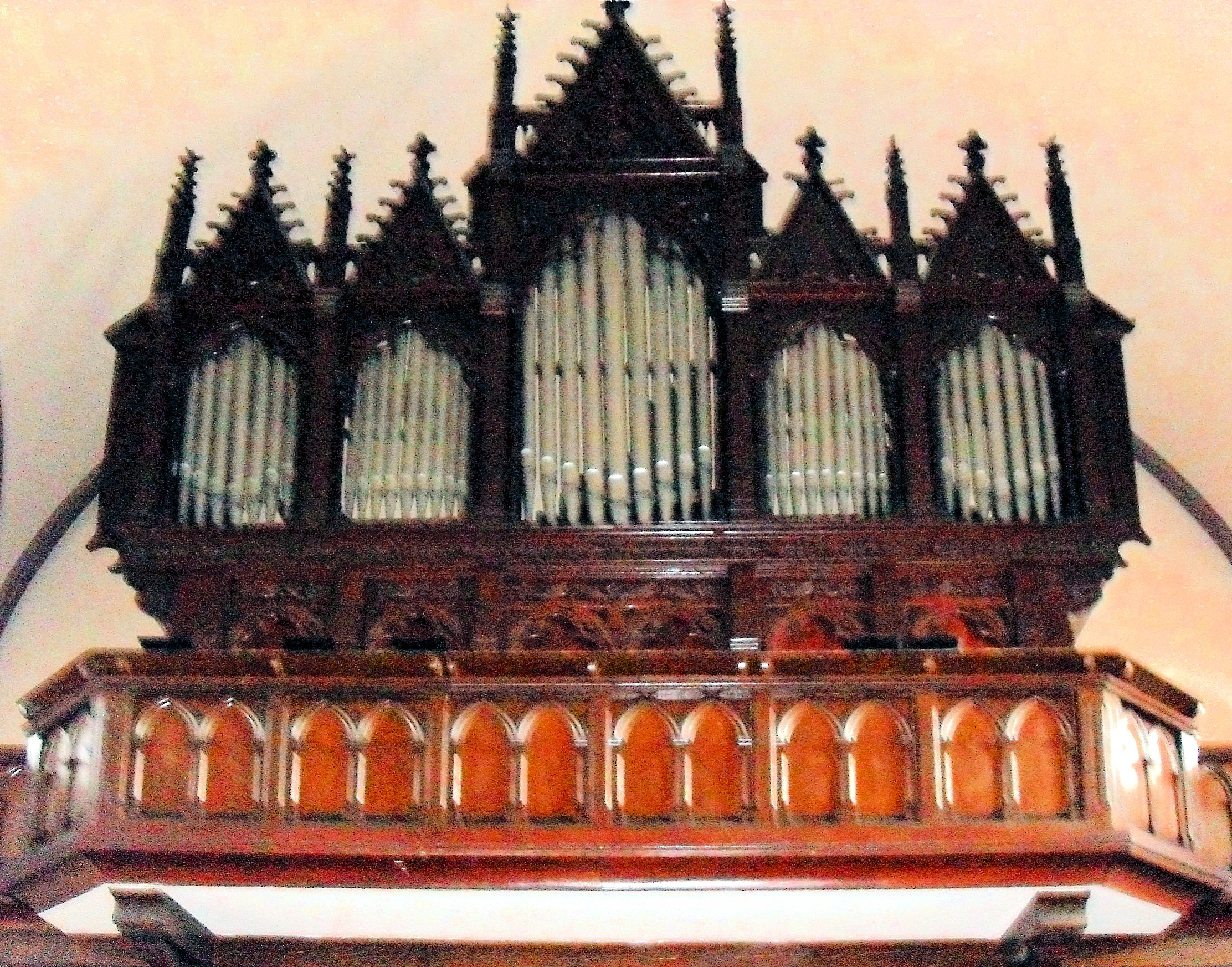
L'orgue.

- Auberge « À la Couronne Verte » dont la salle du café est inscrite aux monuments historiques depuis 2022[22].

### Personnalités liées à la commune
- Le maréchal de Lattre de Tassigny (1889-1952), établit un quartier général dans le village.

La rue menant du cimetière à l'église porte son nom. Au bord de cette rue a été érigé un monument lui rendant hommage.

### Héraldique
| Blason de Barembach | Blason  | Coupé : au premier de gueules à la bande d'argent, au second d'argent plain. |
| Blason de Barembach | Détails |                                                                              |